# Rhabdomastix fasciger
Rhabdomastix fasciger là một loài ruồi trong họ Limoniidae. Chúng phân bố ở miền Tân bắc.